# Piogaster punctulata
Piogaster punctulata är en stekelart som beskrevs av Perkins 1958. Piogaster punctulata ingår i släktet Piogaster och familjen brokparasitsteklar. Inga underarter finns listade i Catalogue of Life.